# Josef Panáček
Josef Panáček (ur. 8 września 1937 w Staré Město, zm. 5 kwietnia 2022) – strzelec sportowy. W barwach Czechosłowacji złoty medalista olimpijski z Montrealu w skeecie.

## Kariera sportowa
Specjalizował się w skeecie. Zawody w 1976 były jego pierwszymi igrzyskami olimpijskim. Triumfował przed Erikiem Swinkelsem z Holandii i Polakiem Wiesławem Gawlikowskim. Brał udział w IO 80. Był wielokrotnym medalistą mistrzostw Europy. Po zakończeniu kariery sportowej został trenerem.